# Storms Ballklubb
Lo Storms Ballklubb è una società calcistica norvegese con sede nella città di Skien. Il club, facente parte della polisportiva Idrettsforeningen Storm, disputò sei stagioni tra Norgesserien e Hovedserien, all'epoca massime divisioni locali.